# S/2003 J 12
S/2003 J 12 је ретроградни неправилни Јупитеров природни сателит и најмањи познати природни сателит у Сунчевом систему. Открио га је тим астронома са Универзитета на Хавајима, на челу са Скотом Шепардом (енгл. Scott Sheppard) 2003. Његов пречник износи око 1 km.